# THE IDOLM@STER 2
<THE IDOLM@STER 2>(아이돌마스터 투)는 반다이 남코 게임스로부터 2011년 2월 24일에 발매된 엑스박스 360용 아이돌 육성 게임. 공식 약칭은 <아이마스 2>. 2011년 10월 27일에 PlayStation 3판도 발매되었다.

## 개요
<국민적 아이돌 유닛>을 목표로 해, 9명의 개성적인 아이돌로부터 3인조의 유닛을 결성해 프로듀스하는 게임이다. Xbox 360판의 캐치프레이즈는 <빛나는 무대는, 새로운 높은 곳에!>.
2010년 7월 3일 - 7월 4일에 개최된 라이브 <THE IDOLM@STER 5th ANNIVERSARY The World is all one !! >에서, 시리즈 최신작으로서 Xbox 360에서 개발중인 것이 공개되었다.
처음으로 넘버링 되었지만 지금까지 같이 지금까지의 시리즈와는 스토리의 연결은 일절 없고, “만약 프로듀서의 765 프로 입사가 1년 늦었으면?”라는, 독립한 패러렐 월드가 되어 있다,
- <SP>로 961 프로의 라이벌로서 등장한 가나하 히비키·시조 타카네의 2명이 최초부터 765 프로에 재적하고 있다.
- 765 아이돌들은 모두 신인으로서 이미 데뷔해, 별로 팔리지 않은 채 반년이 경과하고 있다.
- 리츠코는 일단 데뷔했지만 은퇴해 프로듀서로 전향해, 현재는 용궁코마치를 프로듀스하고 있다.

라는 설정이다. 유닛에서는 솔로 및 듀오가 폐지되어 3명의 트리오만 되었다. 다만, 라이브의 앵콜에서만 솔로나 듀오의 댄스 씬을 보는 것이 가능하고, 퀸텟 라이브의 경우는 게다가 2명 추가해 5명으로의 댄스도 가능하다. 이 외, 일부 아이돌의 사복과 머리 모양·신장 등이 변경이 되고 있다. 또, Xbox LIVE를 사용한 온라인 대전은 폐지가 되었다.
지금 작에서는 그런 신인 아이돌들 9명에서 3명을 선택해, 해에 한 번 행해지는 일대 이벤트 <아이돌 아카데미 대상>으로 대상을 수상해 국민적 아이돌 유닛으로서 프로듀스하는 것이 목적이다.
초회 한정 특전으로서 765 프로 아이돌 찍어 내림 선전생 사진 (4매) 과 765 프로 사원증 이 부속된다.